# Karate a nyári olimpiai játékokon
A karate egyetlen alkalommal, 2020-ban került be a nyári olimpiai játékok programjába. Mindkét nem esetében Kata és Kumite szakágban rendeztek versenyszámokat.

## Története
A Nemzetközi Olimpiai Bizottság 2014-ben elfogadott Agenda 2020 irányelve szerint a jövőben biztosítják a helyi szervezőbizottságoknak a lehetőséget, hogy új sportágakat javasoljanak a programba a helyi lakosság érdeklődésének növelése céljából. A 2020-as tokiói olimpia szervezői öt új, Japánban népszerű sportágat javasoltak, köztük a karatét. A NOB 2016-ban mind az öt jelölést elfogadta. A karate az ezután következő olimpiák programjába nem került be.
Két szakágban rendeztek olimpiai versenyszámokat. A Kumite küzdősport jellegű pontozásos mérkőzés, amelyen háromperces menetben lehet a kivitelezett szabályos ütesékért és rúgásokért pontokat szerezni. Három súlycsoportban rendeztek olimpiai versenyt a nők és a férfiak között is. A Kata szakágban egyénileg kell ütő és rúgó mozdulatokat bemutatni, a gyakorlatot hét bíró pontozza.

## Összesített éremtáblázat
| A nyári olimpiai játékok összesített éremtáblázata karatéban | A nyári olimpiai játékok összesített éremtáblázata karatéban | A nyári olimpiai játékok összesített éremtáblázata karatéban | A nyári olimpiai játékok összesített éremtáblázata karatéban | A nyári olimpiai játékok összesített éremtáblázata karatéban | Olimpia  |
| ------------------------------------------------------------ | ------------------------------------------------------------ | ------------------------------------------------------------ | ------------------------------------------------------------ | ------------------------------------------------------------ | -------- |
|                                                              | Ország                                                       | Arany                                                        | Ezüst                                                        | Bronz                                                        | Összesen |
| 1.                                                           | Japán (JPN)                                                  | 1                                                            | 1                                                            | 1                                                            | 3        |
| 2.                                                           | Spanyolország (ESP)                                          | 1                                                            | 1                                                            | 0                                                            | 2        |
| 3.                                                           | Egyiptom (EGY)                                               | 1                                                            | 0                                                            | 1                                                            | 2        |
| 3.                                                           | Olaszország (ITA)                                            | 1                                                            | 0                                                            | 1                                                            | 2        |
| 5.                                                           | Bulgária (BUL)                                               | 1                                                            | 0                                                            | 0                                                            | 1        |
| 5.                                                           | Franciaország (FRA)                                          | 1                                                            | 0                                                            | 0                                                            | 1        |
| 5.                                                           | Irán (IRI)                                                   | 1                                                            | 0                                                            | 0                                                            | 1        |
| 5.                                                           | Szerbia (SRB)                                                | 1                                                            | 0                                                            | 0                                                            | 1        |
|                                                              |                                                              |                                                              |                                                              |                                                              |          |
| 9.                                                           | Azerbajdzsán (AZE)                                           | 0                                                            | 2                                                            | 0                                                            | 2        |
| 10.                                                          | Törökország (TUR)                                            | 0                                                            | 1                                                            | 3                                                            | 4        |
| 11.                                                          | Kína (CHN)                                                   | 0                                                            | 1                                                            | 1                                                            | 2        |
| 11.                                                          | Ukrajna (UKR)                                                | 0                                                            | 1                                                            | 1                                                            | 2        |
| 13.                                                          | Szaúd-Arábia (KSA)                                           | 0                                                            | 1                                                            | 0                                                            | 1        |
|                                                              |                                                              |                                                              |                                                              |                                                              |          |
| 14.                                                          | Kazahsztán (KAZ)                                             | 0                                                            | 0                                                            | 2                                                            | 2        |
| 15.                                                          | Ausztria (AUT)                                               | 0                                                            | 0                                                            | 1                                                            | 1        |
| 15.                                                          | Egyesült Államok (USA)                                       | 0                                                            | 0                                                            | 1                                                            | 1        |
| 15.                                                          | Hongkong (HKG)                                               | 0                                                            | 0                                                            | 1                                                            | 1        |
| 15.                                                          | Jordánia (JOR)                                               | 0                                                            | 0                                                            | 1                                                            | 1        |
| 15.                                                          | Magyarország (HUN)                                           | 0                                                            | 0                                                            | 1                                                            | 1        |
| 15.                                                          | Tajvan (TPE)                                                 | 0                                                            | 0                                                            | 1                                                            | 1        |
|                                                              |                                                              |                                                              |                                                              |                                                              |          |
| Összesen                                                     | Összesen                                                     | 8                                                            | 8                                                            | 16                                                           | 32       |

## Érmesek

### Férfi
| A 2020. évi nyári olimpiai játékok érmesei férfi karateban |                                       |                                       |                                         |
| Versenyszám                                                | Arany                                 | Ezüst                                 | Bronz                                   |
| 67 kg                                                      | Steven Da Costa · Franciaország (FRA) | Eray Şamdan · Törökország (TUR)       | Darkhan Assadilov · Kazahsztán (KAZ)    |
| 67 kg                                                      | Steven Da Costa · Franciaország (FRA) | Eray Şamdan · Törökország (TUR)       | Abdelrahman Al-Masatfa · Jordánia (JOR) |
| 75 kg                                                      | Luigi Busà · Olaszország (ITA)        | Rafael Aghayev · Azerbajdzsán (AZE)   | Hárspataki Gábor · Magyarország (HUN)   |
| 75 kg                                                      | Luigi Busà · Olaszország (ITA)        | Rafael Aghayev · Azerbajdzsán (AZE)   | Sztanyiszlav Horuna · Ukrajna (UKR)     |
| +75 kg                                                     | Sajjad Ganjzadeh · Irán (IRI)         | Tareg Hamedi · Szaúd-Arábia (KSA)     | Araga Rjútaró · Japán (JPN)             |
| +75 kg                                                     | Sajjad Ganjzadeh · Irán (IRI)         | Tareg Hamedi · Szaúd-Arábia (KSA)     | Uğur Aktaş · Törökország (TUR)          |
| Kata                                                       | Kijuna Rjó · Japán (JPN)              | Damián Quintero · Spanyolország (ESP) | Ariel Torres · Egyesült Államok (USA)   |
| Kata                                                       | Kijuna Rjó · Japán (JPN)              | Damián Quintero · Spanyolország (ESP) | Ali Sofuoğlu · Törökország (TUR)        |

### Női
| A 2020. évi nyári olimpiai játékok érmesei női karateban |                                      |                                           |                                         |
| Versenyszám                                              | Arany                                | Ezüst                                     | Bronz                                   |
| 55 kg                                                    | Ivet Goranova · Bulgária (BUL)       | Anzselika Terljuha · Ukrajna (UKR)        | Bettina Plank · Ausztria (AUT)          |
| 55 kg                                                    | Ivet Goranova · Bulgária (BUL)       | Anzselika Terljuha · Ukrajna (UKR)        | Ven Ce-jün (Wen Tzu-yun) · Tajvan (TPE) |
| 61 kg                                                    | Jovana Preković · Szerbia (SRB)      | Jin Hsziao-jen (Yin Xiaoyan) · Kína (CHN) | Giana Farouk · Egyiptom (EGY)           |
| 61 kg                                                    | Jovana Preković · Szerbia (SRB)      | Jin Hsziao-jen (Yin Xiaoyan) · Kína (CHN) | Merve Çoban · Törökország (TUR)         |
| +61 kg                                                   | Feryal Abdelaziz · Egyiptom (EGY)    | Irina Zaretska · Azerbajdzsán (AZE)       | Kung Li (Gong Li) · Kína (CHN)          |
| +61 kg                                                   | Feryal Abdelaziz · Egyiptom (EGY)    | Irina Zaretska · Azerbajdzsán (AZE)       | Szofja Berulceva · Kazahsztán (KAZ)     |
| Kata                                                     | Sandra Sánchez · Spanyolország (ESP) | Simizu Kijou · Japán (JPN)                | Grace Lau · Hongkong (HKG)              |
| Kata                                                     | Sandra Sánchez · Spanyolország (ESP) | Simizu Kijou · Japán (JPN)                | Viviana Bottaro · Olaszország (ITA)     |